# Martha Holliday
Martha Holliday (nacida como Harriette Olson; Fort Smith, 3 de agosto de 1922-Los Ángeles, 22 de noviembre de 1970) fue una actriz y bailarina estadounidense. Fue primera bailarina de la Compañía de Ballet Pro-Arte en La Habana, Cuba, y tuvo un papel protagónico como la protagonista femenina en la película George White's Scandals (1945). También apareció como modelo pin-up en Yank, the Army Weekly.

## Primeros años de vida
Holliday nació en 1922 en Fort Smith, Arkansas, pero se mudó a Oklahoma City cuando era niña. Se convirtió en bailarina cuando era niña y bailarina de ballet profesional mientras estaba en la escuela secundaria. El mismo día que se graduó de la escuela secundaria recibió un contrato como primera bailarina de la Compañía de Ballet Pro-Arte en La Habana, Cuba. Luego de una breve estancia en Cuba, se mudó a Hollywood, California. Consiguió un trabajo a los 18 años en Warner Brothers Studios, con la esperanza de actuar, pero en cambio fue asignada como instructora de baile. Durante tres años enseñó rutinas de baile a estrellas de Warner Brothers.

## Carrera de actuación
En 1942, Holliday coreografió las rutinas de baile de James Cagney en la película musical Yanqui Dandy. También sirvió como doble de pierna de las estrellas femeninas de la película para rutinas de baile complejas. Sus primeras apariciones cinematográficas se limitaron a bailar bajo su nombre de nacimiento.
En 1944, Holliday firmó un contrato con RKO Pictures. RKO cambió su nombre a Martha Holliday. Con la esperanza de establecerse como actriz, estudió actuación con Lillian Albertson. En cambio, nuevamente la asignaron para enseñar rutinas de baile a otras personas. Finalmente, consiguió un papel protagónico como la protagonista femenina en la comedia musical George White's Scandals (1945). El productor George White predijo el estrellato temprano para Holliday, y un escritor en The Des Moines Register señaló: «¡En verdad, las zapatillas de Cenicienta ahora están en los pies de Martha Holliday, que antes caminaba de puntillas!». Después del estreno de la película, un crítico escribió: «Si bien Martha Holliday tiene dedos ágiles y una cara bonita, su acento inglés es bastante inusual». Resultó ser su único papel destacado.
Holliday apareció como una chica pin-up en Yank, the Army Weekly en diciembre de 1945. Mientras el senador estadounidense Joseph O'Mahoney leía un pasaje de la publicación en el pleno del Senado debido a que había algo en la revista que quería dejar constancia en el registro del Senado, la imagen de la página inversa (la fotografía pin-up de Holliday) se mostró a los miembros del Senado, y luego se pasó de mano en mano. El columnista Harold Heffernan escribió: «La pose lánguida y elegante de Martha Holliday tomando el sol junto a una piscina generó un casi pánico en el Senado de los Estados Unidos».
Holliday también tuvo papeles más pequeños y no acreditados en The Enchanted Cottage (1945), como la chica de los sombreros en The Flame (1947), como Trudy Marsh en I, Jane Doe (1948) y como Pearl en Lulu Belle (1948).

## Muerte
Holliday se retiró de la actuación en 1948. Murió en 1970 a los 48 años en Los Ángeles. Está enterrada en Glen Haven Memorial Park en Sylmar, Los Ángeles.

## Filmografía
| Año  | Película                | Papel                  | Notas           |
| ---- | ----------------------- | ---------------------- | --------------- |
| 1943 | Thank Your Lucky Stars  | Bailarina              | (sin acreditar) |
| 1945 | The Enchanted Cottage   | Pequeño papel          | (sin acreditar) |
| 1945 | George White's Scandals | Jill Martin            |                 |
| 1947 | The Flame               | Chica de los sombreros | (sin acreditar) |
| 1948 | I, Jane Doe             | Trudy Marsh            | (sin acreditar) |
| 1948 | Lulu Belle              | Pearl                  | (sin acreditar) |